# Moment (wiskunde)
In de wiskunde is een moment van een functie een kenmerkende grootheid van de vorm van de grafiek van die functie. Momenten vinden onder meer toepassing in de kansrekening en statistiek, en in de natuurkunde, waarin het kerngrootheden van een kansverdeling zijn, of van de verdeling van een fysische grootheid over een oppervlak of de ruimte. Een moment wordt gevormd als het totaal van de producten van de functiewaarde of waarde van de betrokken grootheid en een macht van de afstand tot de oorsprong.

## (Gewoon) moment
Het {\displaystyle k}-de moment van een reëelwaardige functie {\displaystyle f(x)} wordt gegeven door
{\displaystyle \mu '_{k}=\int _{-\infty }^{\infty }x^{k}f(x)\,{\rm {d}}x}

## Kansrekening en statistiek
Als {\displaystyle f_{X}(x)} de kansdichtheid is van de stochastische variabele {\displaystyle X}, is {\displaystyle \mu '_{k}}  de verwachtingswaarde {\displaystyle \operatorname {E} X^{k}} van {\displaystyle X^{k}}.
Ook voor kansverdelingen waarvoor geen kansdichtheid bestaat, worden de momenten overeenkomstig gedefinieerd in termen van de verwachtingswaarden als deze bestaan, dus:
{\displaystyle \mu '_{k}=\operatorname {E} X^{k}}
Met behulp van momenten worden begrippen uit de beschrijvende statistiek als gemiddelde, variantie, scheefheid en kurtosis bepaald. Een kansverdeling wordt uniek vastgelegd door zijn momenten, mits deze bestaan. Voor enkele speciale verdelingen, zoals de Lévyverdeling, bestaan niet alle momenten. Momenten worden toegepast bij de momentenmethode en zijn verbonden aan de momentgenererende functie.
Er wordt onderscheid gemaakt tussen gewone momenten, centrale momenten, momenten om {\displaystyle c}, absolute momenten en gestandaardiseerde momenten.
Het eerste moment is gelijk aan de verwachtingswaarde: {\displaystyle \mu '_{1}={\rm {E}}(X)=\mu }.
Het tweede moment is gelijk aan {\displaystyle \mu '_{2}={\rm {E}}(X^{2})=\mu ^{2}+\sigma ^{2}}.

## Centraal moment
Het {\displaystyle k}-de centrale moment van de kansverdeling van de stochastische variabele {\displaystyle X}, wordt gegeven door
{\displaystyle \mu _{k}={\rm {E}}(X-\mu )^{k}=\int _{-\infty }^{\infty }(x-\mu )^{k}\,{\rm {d}}F_{X}(x)}
Daarin is {\displaystyle F_{X}} de verdelingsfunctie van {\displaystyle X}.
Door te centraliseren wordt ervoor gezorgd dat het {\displaystyle k}-de centrale moment niet van lagere orde momenten afhangt: het eerste centrale moment is per definitie nul, het tweede centrale moment is {\displaystyle {\rm {E}}(X-\mu )^{2}=\sigma ^{2}}.

## Moment om een constante
In plaats van te centraliseren, kan een moment ook om een andere constante {\displaystyle c} berekend worden.
Het {\displaystyle k}-de moment om {\displaystyle c}  van een stochastische variabele {\displaystyle X} met verdelingsfunctie {\displaystyle F_{X}} wordt gegeven door
{\displaystyle \mu _{k}(c)={\rm {E}}((X-c)^{k})=\int _{-\infty }^{\infty }(x-c)^{k}\,{\rm {d}}F_{X}(x)}
Het gewone {\displaystyle k}-de moment is dus gelijk aan het {\displaystyle k}-de moment om nul.

## Gestandaardiseerd moment
Het {\displaystyle k}-de gestandaardiseerde moment van een stochastische variabele {\displaystyle X} of kansverdeling wordt gegeven door
{\displaystyle {\bar {\mu }}_{k}={\frac {\mu _{k}}{\sigma ^{k}}}}
waarbij {\displaystyle \sigma } de standaardafwijking is. Het gestandaardiseerde moment is een dimensieloze maat.
- Het eerste gestandaardiseerde moment is altijd nul, omdat het eerste centrale moment per definitie nul is
- Het tweede gestandaardiseerde moment is altijd een, want het tweede centrale moment komt overeen met de variantie {\displaystyle (\mu _{2}=\sigma ^{2})}, hetgeen gelijk is aan het kwadraat van de standaardafwijking
- Het derde gestandaardiseerde moment wordt scheefheid genoemd
- Het vierde gestandaardiseerde moment is direct gerelateerd aan de kurtosis

## Absoluut moment
Het {\displaystyle k}-de absolute moment (om {\displaystyle c}) van een stochastische variabele {\displaystyle X} met verdelingsfunctie {\displaystyle F_{X}} wordt gegeven door
{\displaystyle M_{k}(c)={\rm {E}}(|X-c|^{k})=\int _{-\infty }^{\infty }|x-c|^{k}\,{\rm {d}}F_{X}(x)}

## Berekening in een steekproef
Berekening van momenten in een steekproef gaat analoog als berekening bij een kansverdeling. Zo kan bij een steekproef {\displaystyle x_{1},\ldots ,x_{n}} het {\displaystyle k}-de moment berekend worden via
{\displaystyle m'_{k}={\frac {1}{n}}\sum _{i=1}^{n}x_{i}^{k}}
en is bijvoorbeeld het tweede absolute moment rond drie gelijk aan
{\displaystyle M_{k}(3)={\frac {1}{n}}\sum _{i=1}^{n}|x_{i}-3|^{k}}

## Met de momentgenererende functie
Met behulp van de momentgenererende functie {\displaystyle M_{X}(t)=\operatorname {E} e^{tX}}kunnen doorgaans eenvoudig de momenten berekend worden: het {\displaystyle k}-de moment is gelijk aan de waarde van de {\displaystyle k}-de afgeleide van {\displaystyle M_{X}} in 0. De mathematische details staan bij momentgenererende functie.

## Natuurkunde
Het eenvoudigste moment in de natuurkunde is het moment {\displaystyle r_{0}Q}van een puntvormige grootheid {\displaystyle Q}, zoals een puntmassa of een puntlading, gepositioneerd in het punt {\displaystyle r_{0}}. Het {\displaystyle k}-de moment is dan {\displaystyle r_{0}^{k}Q}.
Als de grootheid verdeeld is over de ruimte met dichtheid {\displaystyle \rho ({\vec {r}})}, is het {\displaystyle k}-de moment:
{\displaystyle \mu '_{k}=\iiint r^{k}\rho ({\vec {r}})\,{\rm {d}}^{3}{\vec {r}}}